# Култура Винча
Култура Винча (ок. 5500 г. – 4100 г. пр. н.е. ) е обобщено наименование на неолитни култури разпространени предимно в Централните части на Балканския полуостров. Носи името си от епонимното праисторическо селище Винча, днес предградие на Белград. На север ареалът ѝ достига средното течение на р. Тиса, на юг – северната част на Скопското поле, на запад – Усора на река Босна, и на изток – Софийското поле и Долнодунавската равнина до поречието на р. Осъм. Обхваща териториите на днешна Сърбия, Румъния, Северна Македония, Босна и Херцеговина и България. 
В технологично отношение е определена като един от центровете за най-ранната на медната металургия в Европа, локализиран в Беловоде, Източна Сърбия.
Много характерни са керамичните антропоморфни фигурки и други изделия от изпечена глина. В по-старите научни трудове свързани с Винчанската култура тя погрешно е свързвана с първите индоевропейци, троянците или пеласгите и дори преддинастичен Египет.
В Централните Балкани носителите на една от първите неолитни човешки култури принадлежат към Културния комплекс Старчево - Кереш - Криш, който датира от ранния и средния Неолит. Това наименование обозначава три близки култури: Старчевска, Керешка и Кришка, които са обхващали района на днешна Югоизточна Унгария, Сърбия и Румъния. Като връзка между културите „Старчево“ и „Винча“ се посочват главно формите на грънчарството и фигурките, както и от жилищата и територията, която са обхващали, въпреки че в археологията съществува и втора хипотеза за възникването на културата Винча, в която миграцията от югоизточните Балкани изиграва значителна роля.

## Географски ареал и демография
Културата на Винча е обхващала регион от Югоизточна Европа (главно включващ Балканите), разпростиращ се на територията на съвременна Сърбия, но също така и на части от Румъния, България, Босна и Херцеговина, Черна гора, Северна Македония и Гърция.
Около 7000 г.пр.н.е. ледените маси в Европа започват да се топят, а иглолистният горски пояс отстъпва на север. Климатът се променя, става по-топъл и влажен. Това благоприятства развитието и появата на широколистните гори, чието разпространение на Балканския полуостров е значително след началото на този период. На Балканите от началото на Неолита до възникването на Винчанската култура изминава цяло хилядолетие.
Този регион вече е бил заселен от земеделски общества още при т.н. първи умерен неолит (FTN). По време на развитието на Старчевската култура хората започват да изграждат къщи и да изработват изключително качествена керамика с тънки стени, украсена с геометрични мотиви и статуетки с конични и цилиндрични глави, напомнящи фигурки на Културата Винча. През периода на процъфтяване на Културата Винча се наблюдава устойчив прираст, което довежда до безпрецедентна гъстота на населението и селищата. Селищата, принадлежащи към Културата Винча са значително по-големи от всяка друга европейска култура от това време, в някои случаи надминаващи дори тези от Егейското крайбрежие и Близкия Изток през ранната Бронзова епоха, които се явяват хилядолетие по-късно. Едно от най-големите селища е Винча-Бело Бърдо (предградие на днешния Белград, Сърбия), което е обхващало 29 хектара, а населението му е наброявало около 2500 души.